# ロードデルレイ
ロードデルレイ（欧字名:Lord del Rey、2020年5月5日 - ）は、日本の競走馬。主な勝ち鞍は2025年の日経新春杯。
馬名の意味は、冠名＋王の（西）。

## 経歴

### 3歳（2023年）

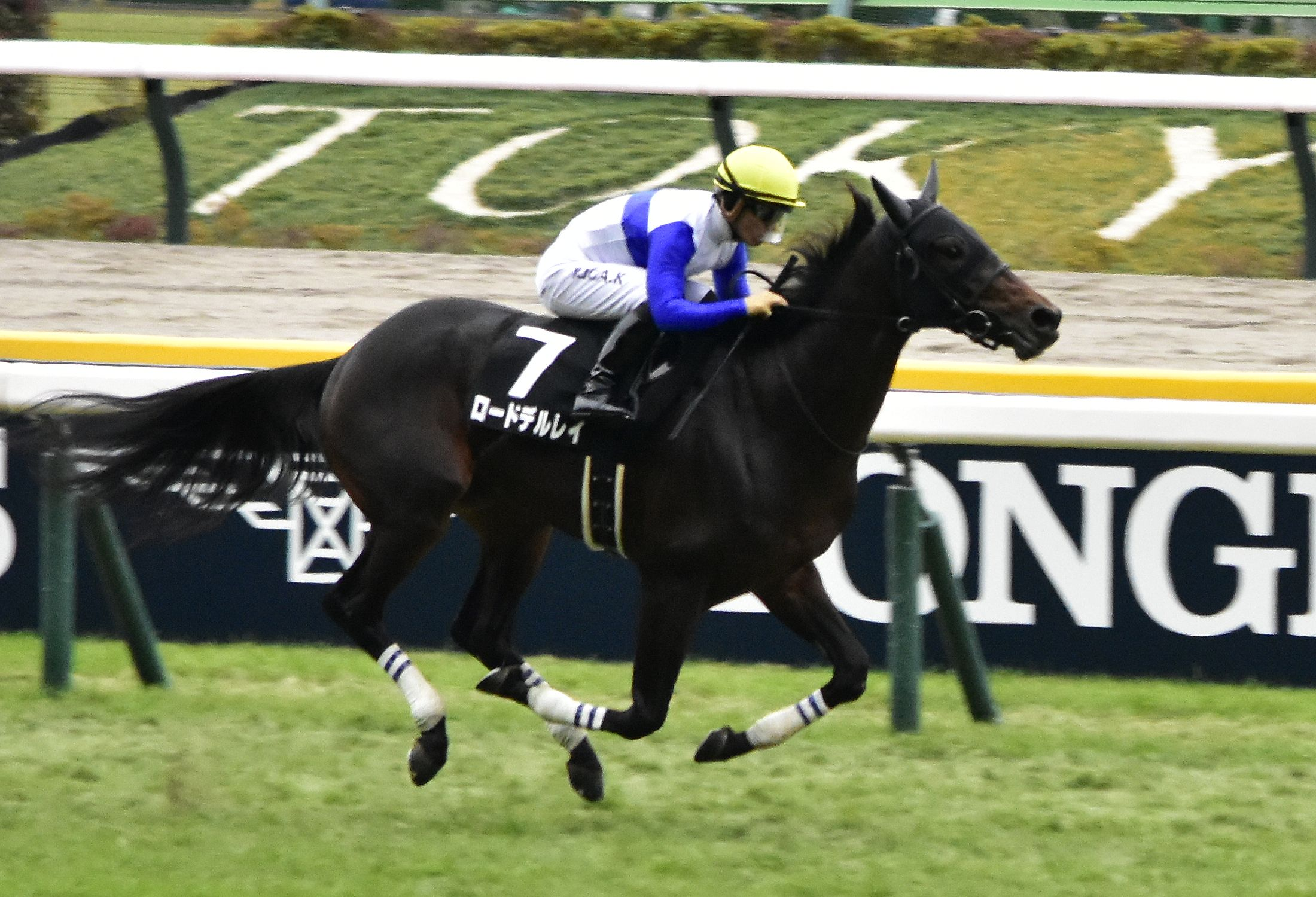
ウェルカムステークス出走時のロードデルレイ

2023年1月29日、東京競馬場第6レースの3歳新馬戦（芝1800m）で、鞍上に坂井瑠星を起用しデビューした。道中は先行策を取り、内沿いを追走。直線に向くと鞍上が馬群の外に出し、先頭集団を交わしデビュー勝ち。次走には1勝クラス・つばき賞を選択。道中前団に付けると、直線では驚異的な末脚で先頭のエマヌエーレを交わし2連勝を飾る。その後は青葉賞に向かう予定だったが、調整中に厩舎の僚馬に攻撃するふりをし、両膝で着地した際に負傷した左脚の擦過傷が治らないため回避した。
その後は秋まで休養し、2勝クラス・赤倉特別で復帰。好スタートを切ると、道中は単独の2番手で追走する。直線に入り、残り600mを切ると加速を開始。そのまま先頭に立つと、迫ってくるシーウィザードを抜かせず3連勝を飾る。そして重賞初挑戦として菊花賞へのトライアル競走となる神戸新聞杯に参戦。先行し、直線で脚を伸ばしたが、伸びきれず4着となった。その後は3勝クラス・ウェルカムステークスに出走。川田将雅との新コンビでの出走となった。馬群の中団に付けると、外側の好位から先頭を狙う。直線で弾け、一気に交わしきりオープン入りを決めた。

### 4歳（2024年）
4歳シーズンは白富士ステークスから始動した。好スタートを切ると、後方内側寄りに位置付け追走。直線に向くと、馬群の間を抜け出し先頭に立ち、バトルボーンとの競り合いを制し2連勝とした。その後の目標として大阪杯と香港でのクイーンエリザベス2世カップを挙げたが、賞金不足の除外と招待の辞退によってそれぞれ回避した。改めて次走には重賞初制覇を目指し鳴尾記念を選択。直前まで1番人気で迎えるなど期待されていた。しかし、本馬場入場後に左後肢跛行を発症したため、競走除外となった。
秋まで休養をし、リステッド競走・アンドロメダステークスで復帰する。中団で脚を溜めながら追走し、直線で内側の空いたスペースから一気に抜け出す。追って行ったが、先頭のデシエルトに逃げ切られ2着に敗れる。次走は中日新聞杯を選択。新たに西村淳也をコンビとして起用した。スタート時にコスモキュランダとぶつかったものの、問題なく馬群の中団に付ける。1000mを通過すると徐々に位置を上げ、馬群の外に出し前に迫る。直線で脚を伸ばし、先頭に迫ったものの、マテンロウレオを交わすのがやっとの2着となった。

### 5歳（2025年）
5歳シーズンは日経新春杯を始動戦とした。レースは単勝オッズ7.2倍の4番人気で迎えた。スムーズにスタートを切ると、馬群の中団に付け追走する。4コーナーで空いた馬群のスペースから一気に抜き出し2番手に上がる。直線に入り、逃げて余力がなくなったメイショウタバルを一気に交わし先頭に立つと、後続の追撃も寄せ付けず重賞初制覇を飾った。

## 競走成績
以下の内容は、netkeiba.comおよびJBISサーチに基づく。
| 競走日     | 競馬場 | 競走名        | 格   | 距離（馬場）  | 頭 数 | 枠 番 | 馬 番 | オッズ （人気） | 着順 | タイム （上り3F） | 着差 | 騎手      | 斤量 [kg] | 1着馬（2着馬）         | 馬体重 [kg] |
| ---------- | ------ | ------------- | ---- | ------------- | ----- | ----- | ----- | --------------- | ---- | ----------------- | ---- | --------- | --------- | ---------------------- | ----------- |
| 2023.01.29 | 東京   | 3歳新馬       |      | 芝1800m（良） | 16    | 3     | 5     | 004.30（2人）   | 01着 | R1:48.3（33.2）   | -0.7 | 0坂井瑠星 | 56        | （パールロード）       | 480         |
| 0000.02.18 | 阪神   | つばき賞      | 1勝  | 芝1800m（良） | 12    | 8     | 11    | 001.50（1人）   | 01着 | R1:47.0（33.1）   | -0.3 | 0坂井瑠星 | 56        | （エマヌエーレ）       | 480         |
| 0000.09.02 | 新潟   | 赤倉特別      | 2勝  | 芝2000m（良） | 9     | 5     | 5     | 001.50（1人）   | 01着 | R1:59.1（33.4）   | -0.0 | 0坂井瑠星 | 55        | （シーウィザード）     | 482         |
| 0000.09.24 | 阪神   | 神戸新聞杯    | GII  | 芝2400m（良） | 13    | 4     | 4     | 007.30（4人）   | 04着 | R2:23.6（33.5）   | -0.1 | 0坂井瑠星 | 56        | サトノグランツ         | 478         |
| 0000.11.26 | 東京   | ウェルカムS   | 3勝  | 芝2000m（良） | 13    | 5     | 7     | 001.70（1人）   | 01着 | R1:59.0（33.3）   | -0.3 | 0川田将雅 | 56        | （マイネルモーント）   | 474         |
| 2024.01.27 | 東京   | 白富士S       | L    | 芝2000m（良） | 12    | 1     | 1     | 001.40（1人）   | 01着 | R1:57.2（33.2）   | -0.1 | 0川田将雅 | 56        | （バトルボーン）       | 486         |
| 0000.06.01 | 京都   | 鳴尾記念      | GIII | 芝2000m（良） | 13    | 4     | 6     |                 |      | 競走除外          |      | 0川田将雅 | 57        | ヨーホーレイク         | 480         |
| 0000.11.16 | 京都   | アンドロメダS | L    | 芝2000m（良） | 15    | 2     | 2     | 002.30（1人）   | 02着 | R1:59.2（34.9）   | -0.6 | 0川田将雅 | 57.5      | デシエルト             | 486         |
| 0000.12.07 | 中京   | 中日新聞杯    | GIII | 芝2000m（良） | 18    | 5     | 10    | 003.70（1人）   | 02着 | R1:58.8（35.1）   | -0.4 | 0西村淳也 | 57.5      | デシエルト             | 486         |
| 2025.01.19 | 中京   | 日経新春杯    | GII  | 芝2200m（良） | 16    | 4     | 8     | 007.20（4人）   | 01着 | R2:09.8（35.6）   | -0.5 | 0西村淳也 | 57.5      | （ショウナンラプンタ） | 490         |
| 0000.04.06 | 阪神   | 大阪杯        | GI   | 芝2000m（良） | 15    | 7     | 13    | 006.50（4人）   | 02着 | R1:56.4（33.8）   | -0.2 | 0西村淳也 | 58        | ベラジオオペラ         | 486         |
| 0000.06.15 | 阪神   | 宝塚記念      | GI   | 芝2200m（稍） | 17    | 8     | 15    | 006.20（3人）   | 08着 | R2:12.3（35.9）   | -1.2 | 0川田将雅 | 58        | メイショウタバル       | 492         |

- 競走成績は2025年6月15日現在

## 血統表
| ロードデルレイの血統        | ロードデルレイの血統                       | ロードデルレイの血統                       | （血統表の出典）                           | （血統表の出典）  |
| 父系                        | キングマンボ系（ミスタープロスペクター系） | キングマンボ系（ミスタープロスペクター系） | キングマンボ系（ミスタープロスペクター系） | [ § 2 ]           |
| 父 ロードカナロア 2008 鹿毛 | 父の父キングカメハメハ 2001 鹿毛           | Kingmambo                                  | Mr.Prospector                              | Mr.Prospector     |
| 父 ロードカナロア 2008 鹿毛 | 父の父キングカメハメハ 2001 鹿毛           | Kingmambo                                  | Miesque                                    |                   |
| 父 ロードカナロア 2008 鹿毛 | 父の父キングカメハメハ 2001 鹿毛           | *マンファス                                | *ラストタイクーン                          | *ラストタイクーン |
| 父 ロードカナロア 2008 鹿毛 | 父の父キングカメハメハ 2001 鹿毛           | *マンファス                                | Pilot Bird                                 |                   |
| 父 ロードカナロア 2008 鹿毛 | 父の母レディブラッサム 1996 鹿毛           | Storm Cat                                  | Storm Bird                                 | Storm Bird        |
| 父 ロードカナロア 2008 鹿毛 | 父の母レディブラッサム 1996 鹿毛           | Storm Cat                                  | Terlingua                                  |                   |
| 父 ロードカナロア 2008 鹿毛 | 父の母レディブラッサム 1996 鹿毛           | *サラトガデュー                            | Cormorant                                  | Cormorant         |
| 父 ロードカナロア 2008 鹿毛 | 父の母レディブラッサム 1996 鹿毛           | *サラトガデュー                            | Super Luna                                 |                   |
| 母 デルフィーノ 2011 青鹿毛 | 母の父ハーツクライ 2001 鹿毛               | *サンデーサイレンス                        | Halo                                       | Halo              |
| 母 デルフィーノ 2011 青鹿毛 | 母の父ハーツクライ 2001 鹿毛               | *サンデーサイレンス                        | Wishing Well                               |                   |
| 母 デルフィーノ 2011 青鹿毛 | 母の父ハーツクライ 2001 鹿毛               | アイリッシュダンス                         | トニービン                                 | トニービン        |
| 母 デルフィーノ 2011 青鹿毛 | 母の父ハーツクライ 2001 鹿毛               | アイリッシュダンス                         | ビューパーダンス                           |                   |
| 母 デルフィーノ 2011 青鹿毛 | 母の母レディアーティスト 2004 鹿毛         | *フレンチデピュティ                        | Deputy Minister                            | Deputy Minister   |
| 母 デルフィーノ 2011 青鹿毛 | 母の母レディアーティスト 2004 鹿毛         | *フレンチデピュティ                        | Mitterand                                  |                   |
| 母 デルフィーノ 2011 青鹿毛 | 母の母レディアーティスト 2004 鹿毛         | *レディバラード                            | Unbridled                                  | Unbridled         |
| 母 デルフィーノ 2011 青鹿毛 | 母の母レディアーティスト 2004 鹿毛         | *レディバラード                            | Angelic Song                               |                   |
| 母系(F-No.)                 | レディバラード(IRE)系(FN:12-c)             | レディバラード(IRE)系(FN:12-c)             | レディバラード(IRE)系(FN:12-c)             | [ § 3 ]           |
| 5代内の近親交配             | Halo 4･5（母内）                           | Halo 4･5（母内）                           | Halo 4･5（母内）                           | [ § 4 ]           |
| 出典                        | 1. 2. 3. 4.                                | 1. 2. 3. 4.                                | 1. 2. 3. 4.                                | 1. 2. 3. 4.       |

- 祖母レディアーティストの半弟に2010年ラジオNIKKEI杯2歳ステークス、2013年アメリカジョッキークラブカップ勝ち馬のダノンバラードがいる。
- 3代母レディバラードは2001年クイーン賞、2002年TCK女王盃の勝ち馬。
- そのほかの近親はソアリング (競走馬)#主な牝系図を参照。